# Tephronia chapmani
Tephronia chapmani là một loài bướm đêm trong họ Geometridae.